# 서귀 본향당
서귀 본향당은 제주특별자치도 서귀포시 정방동 535번지에 있다. 2013년 12월 27일 제주특별자치도의 향토유산 제14호로 지정되었다.

## 지정 사유
1770년대 송일홍씨가 지산국 "보르웃도"를 당신으로 모셨다. 서귀본향당의 당신의 이름은 "보르웃도"이다. 9형제의 한라산신 중 두 번째로서 서귀마을을 관장하는 수호신으로서 서홍․동홍마을과 함께 신당의 연원과 동질성을 갖는 신당으로서 민속문화재로서의 지정가치가 높다.